# Lupercals

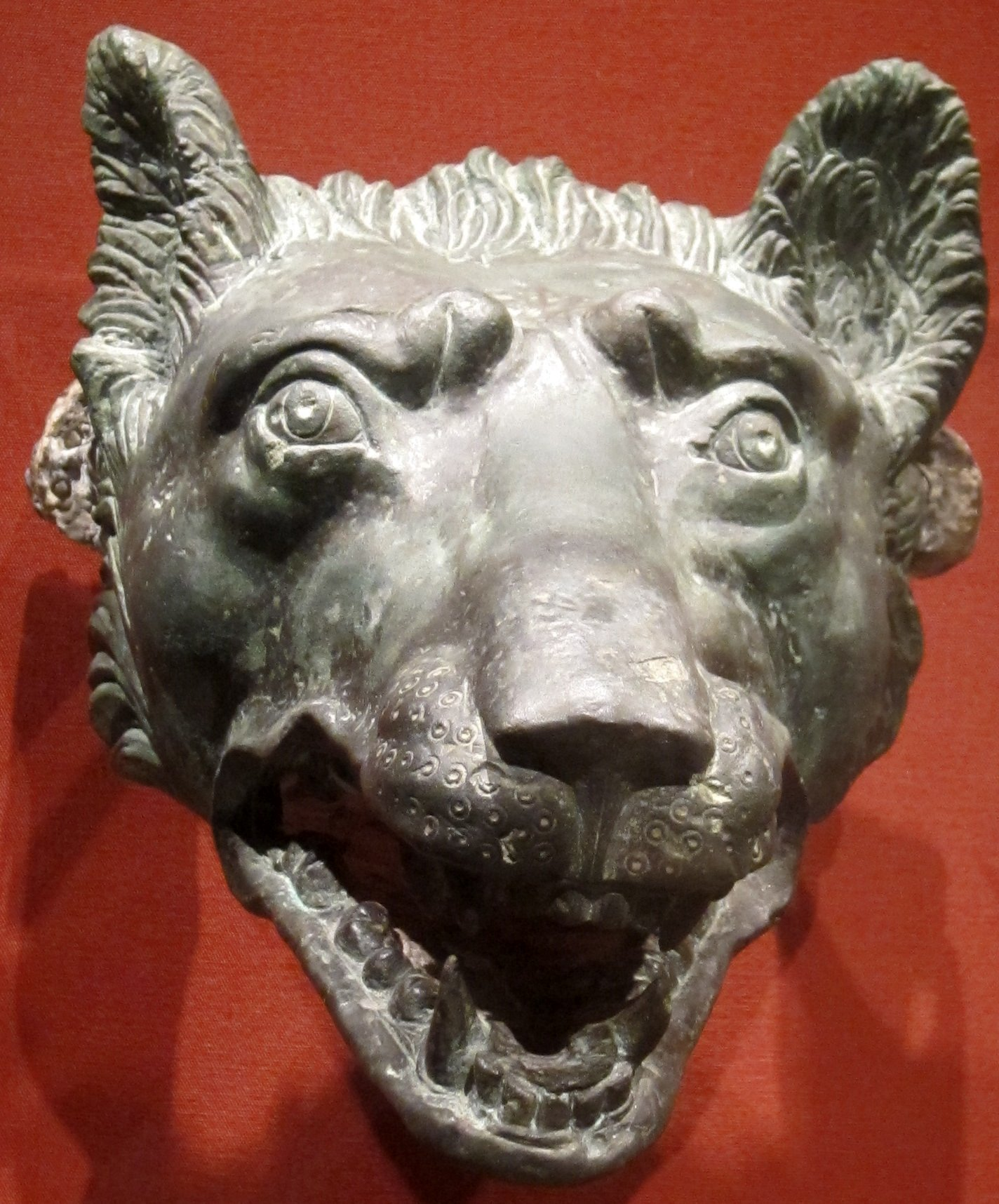
Escultura en bronze representant el cap d'un llop, s.I

Les Lupercals (en llatí: Lupercalia) eren una festa de l'antiga Roma coneguda com la festa del llop (lupus). Se celebraven cada any en honor de Luperc el déu de la fertilitat i en honor del déu dels socors Faune (Faunus). Fou un dels festivals romans més antics i destacats. Era originalment un festival ramader que se celebrava cada 15 de febrer; els luperci feien diversos sacrificis d'animals i corrien pels carrers. Marc Antoni fou un dels luperci quan fou cònsol. Després del 44 aC la festa va caure en decadència però August la va restaurar al cap d'un temps i es va seguir celebrant fins als temps de l'emperador Anastasi. Altres ciutats d'Itàlia celebraven festivals amb el mateix nom, en especial són coneguts els de: Velitres, Praeneste i Nemausus.

## Origen
Es tracta d'una festivitat molt antiga, probablement anterior a la fundació de Roma. Alguns autors antics van veure un paral·lelisme amb una altra festa semblant anomenada Lykaia que els habitants de l'Arcàdia celebraven a la falda del mont Liqueos (en grec: Λύκαιον, Likaion«la muntanya del llop»). En llatí la paraula lupercalia deriva de lupus («llop»). Però a banda del nom no hi ha gaire més semblança, ja que la festa grega era una cerimònia per demostrar el pas de noi a home. Es considerava que el noi que sobrevivia uns dies i nits sol en aquella muntanya ja era un adult; a més hi havia la creença que, cada nou anys, si algú menjava carn humana durant aquells dies es convertiria en llop i tindria alguns poders.
Plini el Vell deia que la festa era de procedència grega i l'havia introduït a la península italiana el troià Ascani, abans de la fundació de Roma, per això era celebrada en diverses ciutats: Velitres, Praeneste i Nemausus.
La festa romana estava relacionada segons alguns amb els pastors que invocaven a Faunus per la protecció dels seus ramats d'aquestes bèsties salvatges. Altres, però, relacionaven aquesta festa amb un homenatge a Luperca, la lloba que va cuidar de Ròmul i Rem quan de nens van ser abandonats per la seva mare i per aquest motiu part del ritual es feia al Palatí, el turó on van ser trobats els nens i la lloba. L'any 2007 es va trobar una cova a uns 15 metres per sota del palau d'August i els arqueòlegs van proposar que es podria tractar de la cova de la Luperca.

## Rituals
Segons la descripció de Plutarc durant les Lupercals hi havia joves, fills de famílies patrícies, que corrien nus pels carrers de la ciutat i anaven donant fuetejades a tot aquell amb qui es trobaven. Als romans els semblava una activitat divertida i Plutarc opinava que es podria tractar d'una reminiscència de la Lykaia, per les dures condicions en què havien de sobreviure aquells nois.
Plutarc també diu que les dones embarassades sortien a l'encontre dels joves nus perquè creien que si les tocaven tindrien un bon part i també els nens de totes les edats paraven la mà per ser tocats amb el fuet.
Els rituals eren dirigits per un col·legi de sacerdots anomenats els luperci, formats al començament per dos grups de famílies patrícies: els Fabii i els Quinctilii. Aquests sacerdots oferien un sacrifici als déus, davant la cova de les Lupercals, format per dos bocs i un gos. Un d'ells, el mestre de cerimònies, untava un floc de llana en una barreja feta amb llet i la sang de les víctimes, després passava aquesta llana pel front dels joves luperci. La cerimònia finalitzava quan els nois feien uns fuets amb les tires de la pell de les víctimes anomenats februa i començaven a córrer amb poca cosa més que el que en quedava de les pells i el cos untat amb oli com feien els lluitadors grecs.

## Evolució de les Lupercals

Dibuix representant l'episodi entre Marc Antoni (mig nu) i Cèsar durant la Lupercàlia.

Sembla que la celebració de les Lupercals va estar prohibida durant un temps fins que l'emperador August les va promoure. L'any 44, Juli Cèsar va crear el tercer grup dels luperci, donant opció que a més dels Fabii i els Quintilii poguessin participar nois d'altres famílies.
També va ser aquell any quan va passar l'episodi que potser va desencadenar la revolta dels alliberadors contra Cèsar. Mentre se celebraven les Lupercals, Marc Antoni, com un més dels participants es va apropar a Cèsar que estava al comitium, a la banda dels Rostra, llavors va voler posar una corona de llorers sobre el cap de Cèsar, el qual la va refusar obtenint l'aplaudiment del públic. Marc Antoni va insistir, però com que no aconseguia convèncer l'home, va posar-la a sobre del cap d'una estàtua de Cèsar que hi havia allí. Els seus enemics en van tenir prou de la broma i van tombar l'estàtua immediatament.
Al segle v, quan ja totes les festes paganes havien sigut prohibides, el papa Gelasi I (494–96) es queixava que els joves no de famílies patrícies sinó els de classe baixa, demanaven encara la diversió de les Lupercals. El papa després d'una llarga disputa amb els senadors va aconseguir abolir la festa. Hi ha qui diu que Gelasi va substituir les Lupercals al calendari per la festa de la Purificació de la Verge Maria, però l'historiador Jack Oruch no ha trobat en la seva recerca sobre el tema cap document que ho confirmi. Altres investigadors com ara Kellog i Cox, van fer per separat una mateixa proposta, que la moderna celebració de sant Valentí és una substitució de les Lupercals. Altres investigadors han rebutjat aquesta proposta, ja que no hi ha cap rova i la idea es basa només en una confusió amb les dates.